# Mahonia ehrenbergii
Mahonia ehrenbergii là một loài thực vật có hoa trong họ Hoàng mộc. Loài này được (Kunze) Fedde mô tả khoa học đầu tiên năm 1901.